# Megachile latericauda
Megachile latericauda är en biart som beskrevs av Cockerell 1921. Megachile latericauda ingår i släktet tapetserarbin, och familjen buksamlarbin. Inga underarter finns listade i Catalogue of Life.